# Sénat Scherf II
Le sénat Scherf II (Senat Scherf II) était le gouvernement du Land de Brême du 7 juillet 1999 au 4 juillet 2003, durant la 15e législature du Bürgerschaft. Dirigé par le président du Sénat social-démocrate Henning Scherf, il était soutenu par une grande coalition entre le Parti social-démocrate d'Allemagne (SPD) et l'Union chrétienne-démocrate d'Allemagne (CDU).
Il fut formé à la suite des élections régionales du 6 juin 1999, remportées par la coalition au pouvoir avec une majorité très nettement renforcée, et succéda au sénat Scherf I, soutenu par une coalition identique.
Celle-ci ayant remporté les élections régionales du 25 mai 2003 en réduisant légèrement sa domination, elle constitua le sénat Scherf III.

## Composition
| Portefeuille | Nom                                  | Nom                                     | Parti |
| --- | ------------------------------------ | --------------------------------------- | ----- |
| Président du Sénat Sénateur pour la Justice et la Constitution Sénateur pour les Affaires ecclésiastiques Maire de Brême |                                      | Henning Scherf                          | SPD   |
| Sénateur pour l'Intérieur, la Culture et les Sports                                                                      |                                      | Bernt Schulte (jusqu'au 13.07.2001)     | CDU   |
| Sénateur pour l'Intérieur, la Culture et les Sports                                                                      | Intérim de Hartmut Perschau          |                                         | CDU   |
| Sénateur pour l'Intérieur, la Culture et les Sports                                                                      | Kuno Böse (à partir du 29.08.2001)   |                                         | CDU   |
| Sénateur pour les Finances Vice-président du Sénat                                                                       |                                      | Hartmut Perschau                        | CDU   |
| Sénateur pour l'Économie et les Ports                                                                                    |                                      | Josef Hattig                            | CDU   |
| Sénateur pour les Travaux publics et l'Environnement                                                                     |                                      | Christine Wischer                       | SPD   |
| Sénateur pour l'Éducation et la Science                                                                                  |                                      | Wilfried Lemke                          | SPD   |
| Sénateur pour le Travail, les Femmes, la Santé, la Jeunesse et les Affaires sociales                                     |                                      | Christine Wischer (jusqu'au 16.01.2002) | SPD   |
| Sénateur pour le Travail, les Femmes, la Santé, la Jeunesse et les Affaires sociales                                     | Intérim de Christine Wischer         |                                         | SPD   |
| Sénateur pour le Travail, les Femmes, la Santé, la Jeunesse et les Affaires sociales                                     | Karin Röpke (à partir du 20.03.2002) |                                         | SPD   |